# Danville (Geórgia)
Danville é uma cidade  localizada no estado americano de Geórgia, no Condado de Twiggs e Condado de Wilkinson.

## Demografia
Segundo o censo americano de 2000, a sua população era de 373 habitantes.
Em 2006, foi estimada uma população de 351, um decréscimo de 22 (-5.9%).

## Geografia
De acordo com o United States Census Bureau tem uma área de
2,1 km², dos quais 2,1 km² cobertos por terra e 0,0 km² cobertos por água.

## Localidades na vizinhança
O diagrama seguinte representa as localidades num raio de 28 km ao redor de Danville.